# Малиничи (Кировская область)
Малиничи — деревня в Тужинском районе Кировской области России. Входит в состав Михайловского сельского поселения.

## География
Деревня находится в юго-западной части Кировской области, в подзоне южной тайги, на правом берегу реки Немдеж, на расстоянии приблизительно 15 километров (по прямой) к юго-западу от посёлка городского типа Тужи, административного центра района. Абсолютная высота — 107 метров над уровнем моря.
Климат
Климат характеризуется как континентальный, с продолжительной холодной многоснежной зимой и умеренно тёплым летом. Среднегодовая температура — 3 °C. Вегетационный период продолжается 157—167 дней, из которых 122—130 дней бывает со среднесуточной температурой воздуха выше 10 °C. Годовое количество атмосферных осадков — 450 мм, из которых около 260—300 мм выпадает в период вегитации. Снежный покров держится в течение 165 дней.

## Население
| 2010 |
| ---- |
| 11   |

Половой состав
По данным Всероссийской переписи населения 2010 года в гендерной структуре населения мужчины составляли 36,4 %, женщины — соответственно 63,6 %.
Национальный состав
Согласно результатам переписи 2002 года, в национальной структуре населения русские составляли 96 % из 24 чел.